# Port lotniczy Króla Śiwadźiego w Mumbaju
Port lotniczy Króla Śiwadźiego (ang. Chhatrapati Shivaji International Airport, dawniej: Sahar International Airport) – międzynarodowy port lotniczy w Mumbaju, drugi pod względem wielkości w Indiach. Terminale lotniska leżą na przedmieściach aglomeracji – Santacruz i Sahar, ok. 35 km od centrum miasta. Obecna nazwa nadana została na cześć XVII-wiecznego króla państwa Marathów - Śiwadźiego.

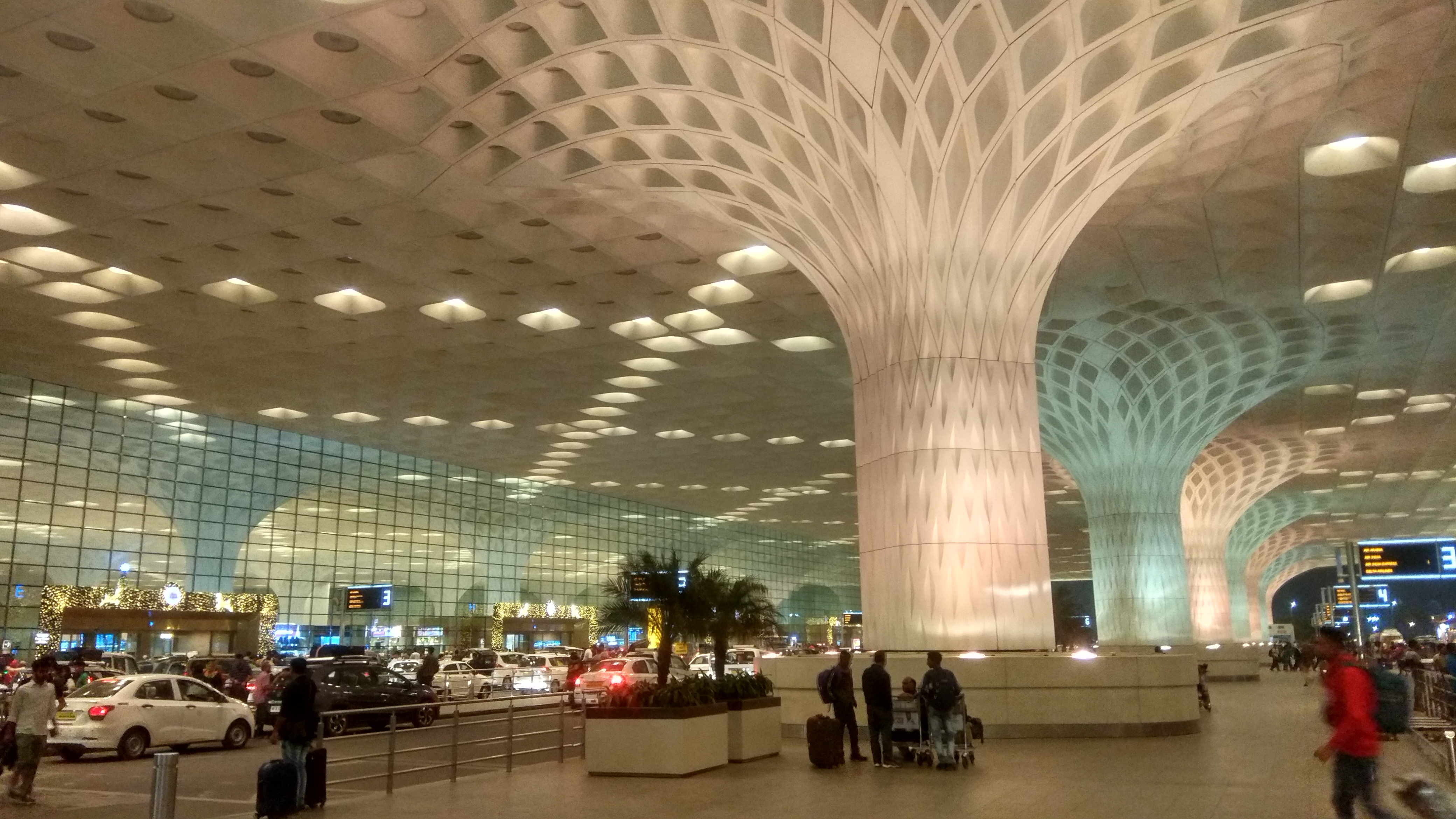
Hala odlotów Terminal

Port lotniczy składa się z dwóch terminali: International Terminal (terminal międzynarodowy) zwany również Terminal 2 lub Sahar oraz Domestic Terminal (terminal krajowy) bądź Terminal 1 albo SantaCruz. Większość połączeń międzynarodowych realizowanych przez linie zagraniczne obsługiwanych jest w Terminalu 2-B natomiast Terminal 2-C służy Air India, którego jest głównym hubem oraz liniom stowarzyszonym.
Port lotniczy Króla Śiwadźiego posiada dwa pasy startowe 09-27 i 14-32 przechodzące, podobnie jak i reszta portu, modyfikacje pozwalające na obsługę najnowszego samolotu pasażerskiego Airbus A380.

## Linie lotnicze i połączenia
| Linia lotnicza                | Kierunek |
| ----------------------------- | --- |
| Air Arabia                    | 1. Abu Zabi 2. Szardża |
| Air Astana                    | 1. Ałmaty (wznowione 20 kwietnia 2025) |
| Air Canada                    | Sezonowo: 1. Toronto-Pearson |
| Air France                    | 1. Paryż-Charles de Gaulle |
| Air India                     | 1. Abu Zabi 2. Ahmadabad 3. Amritsar 4. Bengaluru 5. Bangkok-Suvarnabhumi 6. Bhopal 7. Bhuj 8. Ćennaj 9. Coimbatore 10. Ad-Dammam 11. Delhi 12. Doha 13. Dubaj 14. Goa-Dabolim 15. Goa-Mopa 16. Hajdarabad 17. Indore 18. Jaipur 19. Dżammu 20. Jamnagar 21. Dżudda 22. Dźodhpur 23. Koczin 24. Kolkata 25. Kuwejt 26. Londyn-Heathrow 27. Lucknow 28. Mangaluru 29. Melbourne 30. Maskat 31. Nagpur 32. Newark 33. Nowy Jork-JFK 34. Paryż-Charles de Gaulle 35. Patna 36. Pune 37. Rajkot 38. Rijad 39. San Francisco 40. Singapur 41. Śrinagar 42. Thiruvananthapuram 43. Udajpur 44. Vadodara 45. Varanasi 46. Vijayawada 47. Visakhapatnam Sezonowo: 1. Male |
| Air India Express             | 1. Abu Zabi 2. Bengaluru 3. Bhubaneswar 4. Ad-Dammam 5. Delhi 6. Goa-Dabolim 7. Jaipur 8. Lucknow 9. Mangaluru 10. Maskat 11. Ranchi 12. Szardża 13. Śrinagar |
| Air Mauritius                 | 1. Mauritius |
| Air Seychelles                | 1. Mahé |
| Air Tanzania                  | 1. Dar es Salaam |
| Akasa Air                     | 1. Abu Zabi 2. Ahmadabad 3. Ayodhya 4. Bengaluru 5. Delhi 6. Doha 7. Goa-Mopa 8. Guwahati 9. Gwalior 10. Hajdarabad 11. Dżudda 12. Koczin 13. Kolkata 14. Lucknow 15. Prayagraj 16. Rijad 17. Siliguri 18. Śrinagar 19. Varanasi |
| Alliance Air                  | 1. Bhuj 2. Diu 3. Goa-Dabolim 4. Indore 5. Jalgaon 6. Keshod 7. Sindhudurg |
| All Nippon Airways            | 1. Tokio-Narita |
| Azerbaijan Airlines           | 1. Baku |
| Batik Air Malaysia            | 1. Kuala Lumpur |
| Bhutan Airlines               | Sezonowo: 1. Paro |
| British Airways               | 1. Londyn-Heathrow |
| Cathay Pacific                | 1. Hongkong |
| Egyptair                      | 1. Kair |
| Emirates                      | 1. Dubaj |
| Ethiopian Airlines            | 1. Addis Abeba |
| Etihad Airways                | 1. Abu Zabi |
| flydubai                      | 1. Dubaj |
| flynas                        | 1. Ad-Dammam 2. Dżudda 3. Rijad |
| Gulf Air                      | 1. Bahrajn |
| IndiGo Airlines               | 1. Abu Zabi 2. Agra 3. Ahmadabad 4. Amritsar 5. Aurangabad 6. Ayodhya 7. Bahrajn 8. Bengaluru 9. Bangkok-Suvarnabhumi 10. Bareilly 11. Bhopal 12. Bhubaneswar 13. Czandigarh 14. Ćennaj 15. Coimbatore 16. Kolombo 17. Ad-Dammam 18. Dehradun 19. Delhi 20. Dhaka 21. Dibrugarh 22. Doha 23. Dubaj 24. Durgapur 25. Goa-Dabolim 26. Goa-Mopa 27. Gorakhpur 28. Guwahati 29. Gwalior 30. Hubli 31. Hajdarabad 32. Imphal 33. Indore 34. Stambuł 35. Itanagar 36. Jabalpur 37. Jaipur 38. Dźajsalmer 39. Dżakarta 40. Dżammu 41. Dżudda 42. Dźodhpur 43. Kannur 44. Kanpur 45. Katmandu 46. Koczin 47. Kolkata 48. Kozhikode 49. Kuwejt 50. Leh 51. Lucknow 52. Maduraj 53. Male 54. Mangalore 55. Maskat 56. Nagpur 57. Nairobi 58. Patna 59. Phuket 60. Port Blair 61. Prayagraj 62. Raipur 63. Rajkot 64. Ranchi 65. Ras al-Chajma 66. Rijad 67. Szardża 68. Silchar 69. Siliguri 70. Singapur 71. Śrinagar 72. Thiruvananthapuram 73. Tiruchirapalli 74. Udajpur 75. Vadodara 76. Varanasi 77. Visakhapatnam |
| Iran Air                      | 1. Teheran |
| Iraqi Airways                 | 1. Bagdad 2. Nadżaf |
| Jazeera Airways               | 1. Kuwejt |
| Kenya Airways                 | 1. Nairobi |
| KLM                           | 1. Amsterdam |
| Kuwait Airways                | 1. Kuwejt |
| LOT Polish Airlines           | 1. Warszawa-Chopin |
| Lufthansa                     | 1. Frankfurt 2. Monachium |
| Malaysia Airlines             | 1. Kuala Lumpur |
| Nepal Airlines                | 1. Katmandu |
| Oman Air                      | 1. Maskat |
| Qatar Airways                 | 1. Doha |
| Royal Jordanian               | 1. Amman (wznowione 17 kwietnia 2025) |
| SalamAir                      | 1. Maskat |
| Saudia                        | 1. Dżudda 2. Rijad Sezonowo: 1. Medyna |
| Singapore Airlines            | 1. Singapur |
| SpiceJet                      | 1. Ahmadabad 2. Ayodhya 3. Bhavnagar 4. Darbhanga 5. Delhi 6. Dubaj 7. Goa-Mopa 8. Jabalpur 9. Dżudda 10. Kandla 11. Kolkata 12. Patna 13. Siliguri 14. Śrinagar |
| SriLankan Airlines            | 1. Kolombo |
| Star Air                      | 1. Belgaum 2. Kolhapur |
| Swiss International Air Lines | 1. Zurych |
| Thai Airways International    | 1. Bangkok-Suvarnabhumi |
| Thai Lion Air                 | 1. Bangkok-Don Mueang |
| Turkish Airlines              | 1. Stambuł |
| Uganda Airlines               | 1. Entebbe |
| Uzbekistan Airways            | 1. Taszkent |
| VietJet Air                   | 1. Hanoi 2. Ho Chi Minh |
| Vietnam Airlines              | 1. Hanoi 2. Ho Chi Minh |
| Virgin Atlantic               | 1. Londyn-Heathrow |
| Yemenia                       | 1. Aden |

### Cargo
- Air France Cargo
- Air India Cargo
- Alitalia Cargo
- Blue Dart
- British Airways World Cargo
- Cargo Italia
- Cathay Pacific Airways Cargo (Hongkong)
- FedEx
- Emirates Sky Cargo
- Etihad Crystal Cargo
- Ethiopian Airlines
- EVA Air Cargo
- Gemini Air Cargo
- Great Wall Airlines
- Korean Air Cargo
- Lufthansa Cargo
- Shanghai Airlines Cargo
- Singapore Airlines Cargo
- SriLankan Airlines Cargo
- UPS